# سیارک ۲۲۸۴۷
سیارک ۲۲۸۴۷ (به انگلیسی: 22847 Utley، نامگذاری:1999RO121) بیست و دو هزار و هشتصد و چهل و هفتمین سیارک کشف شده‌است که در ۹ سپتامبر ۱۹۹۹ کشف شد.
قدر مطلق سیارک برابر ۱۰.۷ است.